# سیارک ۲۳۴۹
سیارک ۲۳۴۹ (به انگلیسی: 2349 Kurchenko، نامگذاری:1970OG) دو هزار و سیصد و چهل و نهمین سیارک کشف شده‌است که در ۳۰ ژوئیه ۱۹۷۰ کشف شد.
قدر مطلق سیارک برابر ۱۱٫۹۰ است.